# Maria Troubnikova
Maria Vassilievna Troubnikova, de son nom de naissance Ivacheva (en russe : Мари́я Васи́льевна Тру́бникова, Ивашева), née le 6 janvier 1836 (18 janvier dans le calendrier grégorien) à Petrovsk-Zabaïkalski et morte le 28 avril 1897 (10 mai dans le calendrier grégorien) à Tambov, est une écrivaine, philanthrope, promotrice connue de l'éducation des femmes. Avec Anna Philosophova (1837-1912) et Nadejda Stassova, elle forme le « triumvirat des femmes » et est l'une des premières féministes russes.

## Biographie
Maria Vassilievna est la fille du décabriste Vassili Ivachev et de la Française Camille Le Dentu. Elle nait sur le lieu d'exil de son père, à Petrovsk-Zabaïkalski, dans l'est de la Sibérie, entre Oulan-Oudé et Tchita. En 1841, après la mort de ses parents et l'autorisation donnée par l'empereur Nicolas Ier de quitter leur lieu d'exil, elle se rend  dans le gouvernement de Simbirsk avec sa grand-mère, sa sœur Vera et son frère Piotr, où les enfants sont élevés chez leur tante paternelle, la grande-duchesse Iekaterina Petrovna Khovanskaïa, sous le nom de Vassiliev. Un décret de 1856 rend à la famille du décabriste le droit de porter le nom d'Ivachev et leur titre de noblesse.
Elle se marie en 1854 avec l'éditeur et rédacteur des Nouvelles de la bourse Konstantin Troubnikov (ru), et déménage en 1855 à Saint-Pétersbourg, où naissent ses deux filles, Olga, en 1856, et Iekaterina, en 1862.
Elle s'y lie d'amitié avec Nadejda Stassova, et fonde avec elle en 1860 la Société des appartements à prix modérés, et en 1862 la Société des traductrices, dans laquelle entrent les représentantes les plus éminentes du mouvement féministe de l'époque. Elles s'investissent également avec Anna Philosophova dans la création de cours supérieurs pour les femmes de Saint-Pétersbourg.
Elle entretient des relations avec les militantes les plus connues du mouvement féministe en France, en Angleterre, en Suisse et en Amérique du Nord, les informant de la situation de la question des femmes en Russie. Elle collabore en retour à des publications étrangères, entre autres avec Now a Day à Londres. John Stuart Mill lui envoie en 1868 sa célèbre lettre aux femmes russes, De l'assujettissement des femmes.
Sévèrement malade, elle interrompt ses activités en 1880. Elle meurt le 28 avril 1897 (10 mai dans le calendrier grégorien) à Tambov. Elle repose au cimetière de Novodevitchi à Saint-Pétersbourg.

## Création des cours supérieurs féminins
La Société des traductrices, ou Artel d'édition des femmes, se fixe pour objectif de donner aux femmes la possibilité de vivre exclusivement du travail intellectuel, et également de construire un système de formation supérieure pour les femmes en Russie. Troubnikova et Stassova attirent à cette tâche des scientifiques et de grands noms de la littérature.

## Activité journalistique et littéraire
Maria Troubnikova collabore aux périodiques de son mari, la Revue pour les actionnaires (ru) (1858) et les Nouvelles de la bourse (1863-1869), comme responsable de la section littéraire, des traductions et de la bibliographie ; aux Nouvelles de Saint-Pétersbourg (ru), où, par exemple, elle polémique avec Nikolaï Leskov sur la question des femmes, au Messager de l'Europe, aux Novoïé Vrémia (Temps nouveaux), pour la revue de la presse étrangère et des traductions d'ouvrages littéraires, et, enfin, à l'édition des traductions de romans étrangers d'E. Lvova.
Elle traduit ou dirige la traduction de nombre d'ouvrages de sciences naturelles, d'histoire, de politique ou de littérature pour enfants.